# Clelin Ferrell
Clelin Ferrell (Richmond, 17 maggio 1997) è un giocatore di football americano statunitense che milita nel ruolo di defensive end per i Washington Commanders della National Football League (NFL).

## Carriera universitaria
Ferrell al college giocò a football con i Clemson Tigers dal 2015 al 2018. Con essi vinse due campionati NCAA e nel 2018 fu premiato come difensore dell'anno dell'Atlantic Coast Conference.

## Carriera professionistica

### Oakland/Las Vegas Raiders
Ferrell fu scelto nel corso del primo giro (4º assoluto) del Draft NFL 2019 dagli Oakland Raiders. Il 18 giugno 2019 Ferrell firmó il auo contratto quadriennale da rookie da 31,2 milioni di dollari, totalmente garantiti e comprendenti un bonus alla firma di 20,2 milioni.

#### Stagione 2019
Ferrell debuttò come professionista partendo come titolare nella gara del primo turno contro i Denver Broncos mettendo a segno 3 tackle e un sack su Joe Flacco. 
Nella partita della settimana 10, la vittoria 26-24 sui Los Angeles Chargers del Thursday Night Football, Ferrell fece 8 tackle e 2,5 sack su Philip Rivers. La sua stagione da rookie si concluse con 38 tackle e 4,5 sack in 15 partite, tutte come titolare.

#### Stagione 2020
Il 17 novembre 2020 Ferrell fu spostato nella lista riserve/COVID-19 e reinserito nel roster attivo nove giorni. Nella gara della settimana 13, la vittoria 31-28 contro i New York Jets, Ferrell fece due stripped sack su Sam Darnold recuperati dai Raiders. Il 30 dicembre 2020 Ferrell fu messo nella lista infortunati, saltando l'ultima gara stagionale. Concluse la stagione con 27 tackle, 2,0 sack e due fumble forzati in 11 partite.

#### Stagione 2022
Il 29 aprile 2022 i Raiders annunciarono che non avrebbero sfruttato l'opzione per un quinto anno nel contratto di Ferrell, rendendolo free agent al termine della stagione 2022.

### San Francisco 49ers
Il 16 marzo 2023 Ferrell firmó un contratto annuale con i San Francisco 49ers. Giocò tutte le 17 gare della stagione regolare da titolare collezionando 28 tackle, 3,5 sack, un fumble forzato e un passaggio deviato.

### Washington Commanders
Il 18 marzo 2024 Ferrell firmó un contratto annuale con i Washington Commanders.

## Palmarès
- National Football Conference Championship: 1

San Francisco 49ers: 2023